# Treble Charger
Treble Charger канадський інді-рок-гурт, заснований в 1992 в Су-Сен-Марі ведучим гітаристом та вокалістом Грегом Норі та бек-вокалістом і гітаристом Bill Priddle. Початково гурт складався з 4 учасників. Був розпущений в 2006 році та знов возз'єднався в 2012 році. Treble Charger починав зі стилю інді-рок, та після підписання контракту з великим лейблом в 1997 році еволюціював до стилю поп-панк.

## Учасники гурту

### Поточні учасники
- Грег Норі — вокал, гітара (1992–2006, 2012–)
- Bill Priddle — гітара, вокал, бек-вокал (1992–2003, 2012–)
- Richard Mulligan — ударні (2016-)

### Концертні учасники
- Dave MacMillan — бас-гітара (2012–)

### Колишні учасники
- Jason Pierce — ударні (2012—2016)
- Morris Palter — ударні, перкусія (1992–1996)
- Rosie Martin — бас-гітара (1992–2006)
- Mike Levesque — ударні, перкусія (1997)
- Trevor MacGregor — ударні, перкусія (1997–2006)
- Devin Bronson — гітара, бек-вокал (2003–2004)

## Дискографія

### Студійні альбоми
| Рік  | Назва            | Позиція в чартах | Сертифікати |
| Рік  | Назва            | CAN              | CRIA        |
| ---- | ---------------- | ---------------- | ----------- |
| 1994 | NC17             | -                |             |
| 1995 | Self Title       | -                |             |
| 1997 | Maybe It's Me    | 77               | Gold        |
| 2000 | Wide Awake Bored | 9                | Platinum    |
| 2002 | Detox            | 10               | Gold        |

### Сингли
| Рік  | Назва                  | Найвища позиція | Найвища позиція | Альбом           |
| Рік  | Назва                  | CAN             | CAN Alt.        | Альбом           |
| ---- | ---------------------- | --------------- | --------------- | ---------------- |
| 1994 | "10th Grade Love"      | -               | -               | NC17             |
| 1995 | "Even Grable"          | -               | 6               | Self Title       |
| 1996 | "Morale"               | 41              | 16              | Self Title       |
| 1997 | «Friend of Mine»       | 41              | 9               | Maybe It's Me    |
| 1997 | "How She Died"         | -               | 19              | Maybe It's Me    |
| 1997 | «Red»                  | -               | 20              | Maybe It's Me    |
| 2000 | «American Psycho»      | -               | 4               | Wide Awake Bored |
| 2001 | «Brand New Low»        | -               | -               | Wide Awake Bored |
| 2001 | "Business"             | -               | -               | Wide Awake Bored |
| 2002 | «Hundred Million»      | -               | -               | Detox            |
| 2002 | "Don't Believe It All" | -               | -               | Detox            |

1. ↑ Чарт не існує після 2000.